# Rabin-Automat
Der Rabin-Automat ist eine spezielle Form des ω-Automaten. Sie sind benannt nach ihrem Erfinder Michael O. Rabin, der damit 1969 erstmals endliche Automaten auf unendliche Wörter verallgemeinerte.

## Rabin-Automaten zur Worterkennung

### Nichtdeterministischer Rabin-Automat zur Worterkennung
Ein nichtdeterministischer Rabin-Automat (NRA) ist ein 5-Tupel {\displaystyle {\mathcal {A}}=\left(Q,\Sigma ,\Delta ,I,{\mathcal {R}}\right)} wobei gilt:
- {\displaystyle Q} ist eine endliche Menge von Zuständen, die Zustandsmenge,
- {\displaystyle \Sigma } ist eine endliche Menge von Symbolen, das Eingabealphabet,
- {\displaystyle \Delta } ist die Übergangsrelation mit {\displaystyle \Delta \subseteq Q\times \Sigma \times Q},
- {\displaystyle I} ist eine endliche Menge von Zuständen mit {\displaystyle I\subseteq Q}, die Startzustandsmenge,
- {\displaystyle {\mathcal {R}}\subseteq 2^{Q}\times 2^{Q}} ist eine Familie von Paaren von Zustandsmengen.

### Deterministischer Rabin-Automat zur Worterkennung
Ein deterministischer Rabin-Automat (DRA) ist ein 5-Tupel {\displaystyle {\mathcal {A}}=\left(Q,\Sigma ,\delta ,q_{0},{\mathcal {R}}\right)} wobei gilt:
- {\displaystyle Q} ist eine endliche Menge von Zuständen, die Zustandsmenge,
- {\displaystyle \Sigma } ist eine endliche Menge von Symbolen, das Eingabealphabet,
- {\displaystyle \delta } ist die Übergangsfunktion mit {\displaystyle \delta \colon Q\times \Sigma \rightarrow Q},
- {\displaystyle q_{0}} ist der Startzustand mit {\displaystyle q_{0}\in Q},
- {\displaystyle {\mathcal {R}}\subseteq 2^{Q}\times 2^{Q}} ist eine Familie von Paaren von Zustandsmengen.

Die Mächtigkeit von {\displaystyle {\mathcal {R}}} wird als Index des Automaten bezeichnet.

### Akzeptanzverhalten
Ein unendliches Wort {\displaystyle w=a_{1}a_{2}\ldots } wird vom deterministischen Rabin-Automaten {\displaystyle {\mathcal {A}}} akzeptiert genau dann, wenn es für den zugehörigen unendlichen Pfad {\displaystyle \pi =q_{0}\;{\xrightarrow {a_{1}}}\;q_{1}\;{\xrightarrow {a_{2}}}\;q_{2}\;\ldots }
ein Paar {\displaystyle (L,U)\in {\mathcal {R}}} gibt mit
- {\displaystyle \operatorname {Inf} (\pi )\cap L=\emptyset }, d. h. alle Zustände aus {\displaystyle L} werden nur endlich oft besucht, und
- {\displaystyle \operatorname {Inf} (\pi )\cap U\neq \emptyset }, d. h. mindestens ein Zustand aus {\displaystyle U} wird unendlich oft besucht.

Eine Definition mit umgekehrter Bedeutung des Paars {\displaystyle (L,U)} ist ebenso möglich.

### Verhältnis zu Büchi-, Streett- und Muller-Automaten
Das Akzeptanzverhalten eines nichtdeterministischen Rabin-Automaten (NRA) ist allgemeiner als eines nichtdeterministischen Büchi-Automaten (NBA), daher gilt:
- Für jeden NBA der Größe n gibt es einen äquivalenten NRA mit Index 1 und gleicher Größe n.[1]

Durch verallgemeinerte Potzenautomatenkonstruktion lässt sich zeigen, dass:
- Zu jedem NBA gibt es einen DRA mit identischer Sprache.[4]

Eine Rabinbedingung lässt sich jedoch auch in eine Büchi-Bedingung umwandeln, es gilt:
- Für jeden NRA der Größe n und vom Index k gibt es einen äquivalenten NBA mit höchstens {\displaystyle n\cdot (k+1)} Zuständen.[1]

Die Akzeptanzbedingung des Rabin-Automaten ist dual zur Akzeptanzbedingung des Streett-Automaten. Daher lassen sich Deterministische Rabin- und Streett-Automaten leicht ineinander komplementieren und es gilt:
- Für jeden DRA {\displaystyle {\mathcal {A}}} der Größe n und vom Index k gibt es einen deterministischen Streett-Automaten {\displaystyle {\overline {\mathcal {A}}}} der Größe n und vom Index k dessen Sprache komplementär zur Sprache von {\displaystyle {\mathcal {A}}} ist: {\displaystyle L({\overline {\mathcal {A}}})=\Sigma ^{\omega }\setminus L({\mathcal {A}})}.[1]

Des Weiteren gilt:
- Jeder DRA ist zu einem deterministischen Muller-Automaten (DMA) äquivalent und umgekehrt.